# Архимед
Архимед (грч. Αρχιμηδης; Сиракуза, 287. п. н. е. — 212. п. н. е.) био је старогрчки математичар, физичар и астроном из Сиракузе, на Сицилији. Иако се не зна много података о његовом животу, он се сматра највећим математичаром антике, и једним од највећих научника до данас. Архимед је поставио темеље инфинитезималног рачуна и анализе примењујући концепт инфинитезималности и методу исцрпљивања. Бавио се прецизним доказивањем теорема у геометрији, укључујући одређивање површине круга, површине и запремине сфере, као и површине одређене параболом.
Нека од најзначајнијих математичких достигнућа по којима се истакао је то што је израчунао број π, дефинисао и истражио спиралу, која носи његово име, и осмислио систем степеновања за представљање јако великих бројева. Он је, такође, био један од првих научника који је применио математику на физичке појаве, зачетник хидростатике и статике, укључујући закон полуге. Он је заслужан за пројектовање много иновативних машина, попут Архимедовог вијка, система котурова, и одбрамбених ратних машина које су његови сународници из Сиракузе користили у одбрани од најезда Римљана.
Архимеда су убили Римљани приликом опсаде Сиракузе у Другом пунском рату, и поред наређења да он не сме бити повређен. Од својих резултата, сам се највише поносио одређењем површине и запремине код лопте и ваљка и зато су му, по његовој жељи, пријатељи и сродници на надгробни споменик ставили ваљак с лоптом у њему.
За разлику од његових иновација које су биле широко познате у време настанка, Архимедов математички рад није био много запажен. Математичари из Александрије су читали његова дела и цитирали су га, али први свеобухватни зборник његовог рада је био направљен до 530. године нове ере, када је Исидор из Милета у византијским Константинопољу. Тек захваљујући критици на зборник и Архимедов рад, по први пут су његова достигнућа била доступна широј читалачкој публици. Релативно мали број примерака Архимедовог писменог рада који су преживели Средњи век, су у време ренесансе били утицајни извор идеја и инспирација научницима. Нови увиди у Архимедов рад су добијени након открића 1906. године средњовековна преписивања Архимедовог рада, названим Архимедов палимпсест.

## Биографија
Архимед је рођен 287. п. н. е. у приморском граду Сиракузи, на Сицилији. То је место смештено на обали Јужне Италије, а у то време је било под управом Магна Греције. Година рођења се узима на основу тврђења византијског историчара, Грка Џона Цеца, који наводи да је Архимед живео 75 година. Архимед потиче из добростојеће породице, његов отац Фидија је био астроном, о коме нису познати никакви подаци, осим те чињенице коју је Архимед навео у свом делу Псамит. Архимедов пријатељ Хераклид Потски је написао биографију о њему, али нажалост је већина тог рада изгубљено.
Вероватно захваљујући томе да је Фидијин сродник и пријатељ био Хијерон II, краљем Сиракузе, Архимеду је било омогућио школовање у Александрији, тадашњој престоници нове хеленистичке културе. То је био академско-истраживачки центар, који се звао „Музејон“ и који је обухватао музеј, ботаничку и зоолошку башту, библиотеку, универзитетске сале, као и одаје за научнике где су могли да раде и живе. Архимед је током школовања био под водством Еуклида, а важио за једног од најпаметнијих ученика, те се још током школовања истакао од других ђака. Такође, током периода студирања, склопио је пријатељства са многим научницима тадашњег времена, између осталог, Ератостеном.
Није познато да ли је Архимед био ожењен и да ли је имао децу.
Убили су га Римљани у Другом пунском рату, када је генерал Марко Клаудије Марцел заузео град Сиракузу након двогодишње опсаде. Према чувеном Плутарховом опису, Архимед је размишљао о једном математичком дијаграму када је град заробљен. Један римски војник му је наредио да оде да се састане са генералом Марцелом, али Архимед је то одбио, рекавши да мора прво да реши проблем задатка. Војник је, бесан због непослушности, извадио мач и убио га. Плутарх такође наводи и мање познат опис смрти, који говори да је Архимед можда убијен приликом предаје римском војнику. Наиме, Архимед је наводно носио математичке инструменте, а војник га је убио мислећи да су то вредни предмети. Генерал Марцел је наводно био љут због Архимедовог убиства, будући да је сматрао да му он може послужити као корисно средство, те је наложио да га приведу неповређеног. Он је Архимеда назвао „геометријским бријарејем“.
Последње речи које се приписују Архимеду су биле: Noli turbare circulos meos!, односно, Не дирајте моје кругове!, које се односе на кругове на математичком цртежу о ком је он размишљао кад га је римски војник прекинуо. Ипак, не постоје сигурни докази да је он то заиста рекао, будући да ни Плутарх не наводи да су то биле његове последње речи.
Архимедов гроб је садржао велику скулптуру која је илустровала његов омиљени математички доказ, а састојала се од лопте уписане у ваљак, исте висине и пречника. Наиме, Архимед је у спису "Ο лопти и ваљку“ у две књиге, доказао да је запремина лопте једнака 2/3 запремине око ње описаног ваљка. Такође, у истом су односу површина лопте према површини омотача око ње описаног ваљка. 75. године п. н. е, односно 137 година након његове смрти, римски говорник Цицерон је служио као квестор на Сицилији. Он је чуо приче о Архимедовом гробу, али нико од мештана није знао да му покаже тачну локацију. На крају је, ипак, Цицерон пронашао његов гроб, близу аргентинске капије са Сиракузом. С обзиром на то да је место било запуштено, а гробница обрасла жбуњем, Цицерон је наредио да се то очисти, те је успео да види скулптуру и прочита неке цитате који су били додати као натпис. Наводно, права Архимедова гробница је 1960-их година била представљена у башти хотела Панорама у Сиракузи, али не постоје чврсти докази да је то заиста аутентично.
Готово све познате верзије Архимедове биографије су написали староримски историчари много након његове смрти. Начин на који је окончан живот Архимеду је први пут Полибије написао у свом делу Универзална историја око седамдесет година након Архимедве смрти, а након тога то је био основни извор за дела Плутарха и Тита Ливија. Све то не даје довољно информација о Архимедовом животу, већ несразмерно више је остало забележено о ратним машинама које је он конструисао за одбрану града.
Архимедов рад продужио је Аполоније из Перге у Памфилији, који је радио и у Александрији.

## Научна открића
Архимед је целим низом својих открића отворио је науци нове области. Он је поставио однос обима и пречника круга и израчунао константу π, поставивши је између 3 1/7 и 3 10/71 (π = 3,1408 do 3,1429). Објашњење и израчунавање је наведено у спису "Ο мерењу круга". Такође, одредио је површину и запремину код лопте и ваљка.
Дао је значајан допринос у механици и астрономији. Открио је закон полуге, први егзактно доказао законе равнотеже, јасно схватио појам специфичне тежине и у спису „Ο пловућим телима“ утврдио принципе хидростатике. Прославио се сјајним изумима у механици, ратном алату и справама за одбрану од Римљана.
Направа која се и данас користи у појединим деловима света, Архимедов вијак, служи за наводњавање или премештање течности, најчешће воде, са једног места на друго.
Архимед је вршио и астрономска посматрања да би утврдио тачну дужину године, те је нашао да она износи 365 1/4 дана. Кад је завршио своје школовање у Александрији и вратио се у отаџбину, везе с александријским научницима продужио је научном преписком. Из једног јерусалимског палимпсеста 1907. године извучен је спис ο методама, у којем се Архимед појављује као претходник интегралног рачуна.
Иако су се многи научници, Архимедови савременици, бавили науком у апстрактном смислу, он је преферирао практичну примену знања. Његови изуми су примењени првенствено у ратне сврхе, попут катапулта, али и у свакодневном животу, нпр. Архимедов вијак.
„Архимедови топлотни зраци“ је један од његових најинтересантнијих изума које је нашло широку примену у војсци Сиракузе. Архимед је дошао до сазнања о жаришту конкавних огледала, тачније полираног метала које се тада користило са истом наменом. Принцип се заснива на томе да постављањем два огледала, четвоространог и шестостраног, од којих се одбија сунчева светлост и сва топлота концентрише се у једној тачки. Захваљујући томе, непријатељски бродови су се могли спаљивати на удаљености од педесетак метара.

### Архимедов закон
у посуду воде постављеним на скали, истиснути течности као запремине штапа, чиме се повећава масу и стога један трим тежак. Треба напоменути да штап неће умешати у купу, али тежина повећава само убацивањем тело у воду.
Најпознатија анегдота о Архимеду говори о томе како је он дошао до методе одређивања запремине предмета неправилних облика. Према изворима Марка Витрувија, краљ Хијерон II је желео да провери да ли је завештана круна за храм направљена од чистог злата, или га је златар преварио, користећи сребро, које је јефтиније. Архимед је морао да реши проблем без оштећења круне, односно није могао да је истопи, формира правилан облик и онда израчуна њену густину. Док је улазио у каду како би се окупао, приметио је да се ниво воде у кади подигао директно зависно од запремине његовог тела, те је схватио да би се овај ефекат могао искористити за израчунавање запремине круне. Будући да је вода нестишљив флуид, врло је погодна за коришћење овог експеримента јер ће потопљена круна сопственом запремином заменити једнаку запремину воде. При дељењу масе круне са запремином воде која се подигла или просула из посуде, добија се густина круне. Уколико би добијена вредност густине била мања од густине злата, значи да је златар користио јефтиније злато мањег квалитета или је додао друге метале мање густине. Архимед је дошавши до тог закључка, из каде истрчао на улице го, заборавивши и да се обуче, и викао „Еурека!” (грч. εὕρηκα, heúrēka!, у преводу Открио сам! Пронашао сам!). Експеримент је успешно спроведен, показујући да је краљева сумња била основана и да је при изради круне коришћено и сребро.
Прича о златној круни се не појављује ни у једном од познатих Архимедових дела. Штавише, практичност метода који је описан се доводи у питање, будући да он није могао добити толико екстремну прецизност којом би измерио запремину те количине воде која се подигла. Архимед је уместо тога можда тражио примену принципа из хидростатике, познатог као Архимедов закон, које описује потопљена, пливајућа и плутајућа тела. Овај закон гласи да на свако тело потопљено у течност делује сила потиска која је једнака тежини телом истиснуте течности. Водећи се тиме, могуће је упоредити густину златне круне са чистим златом уколико се сипа вода у две посуде, постави скала и потопе оба предмета у воду. Уколико постоји разлика у густини ова два предмета, ниво воде у обе посуде не би дотакао једнаки подеок на обе скале. Галилео Галилеј је сматрао да је врло вероватно да је овај метод користио и Архимед, будући да, поред тога што је врло прецизан, пронађен је у личним Архимедовим белешкама. У тексту под називом Mappae clavicula који датира из 12. века, налазе се упутства како измерити воду са циљем да се одреди коришћени проценат сребра и тиме реши проблем. Латинска песма Carmen de ponderibus et mensuris из 4. или 5. века описује како користити хидростатичку равнотежу како би се решио проблем круне, и тај поступак приписује Архимеду.

### Математика и механика
Архимед се бавио обичним, практичним проблемима, који су били примењивани на многим местима, од поља до рудника, за разлику од неких његових колега. Највећу славу стекао је својим расправама о заобљеним геометријским телима, чију је површину и обим израчунавао сложеном методом блиском данашњем инфинитезималном рачуну. Такође је пронашао законе полуге, положио основе хидростатици и одредио приближну вредност броја пи (3,14). Поред тога изумео је Архимедов вијак за подизање великих количина воде на виши ниво. Пронашао је Архимедов закон, што му је омогућило да открије примене неплеменитих метала у круни краља Хијерона.
Живећи у исто време када и велики математичар Аполоније, познат по својим радовима из подручја конусних пресека, Архимед се користио сваком приликом како би пецнуо свог савременика којег није трпео. Нетрпељивост је, уосталом, била обострана. Пародирајући наслов Архимедовог списа Мерења круга и достигнућа у њему Аполоније је објавио дело с насловом Средство за убрзавање порођаја. Архимед му није остао дужан него је у једном задатку који је упутио Ератостену, написаном савршеним епским језиком, апострофирао Аполонија.

## Архимедова смрт
Архимедова смрт, за време опсаде Сиракузе, позната је у оквирима који су до нас стигли захваљујући Плутарховом животопису војсковође Марцела. Међутим изгледа да Плутарх ствари дотерује када каже да се Марцел љутио и био огорчен на војника који је убио Архимеда. Али ону познату реченицу која се приписује Архимеду: грч. Μή μου τοὺς κύκλους τάραττε (лат. Noli turbare circulos meos !) није оставио Плутарх него историчар Валерије Максим. Он је написао: Сматрајући како ове речи вређају моћ победника војник му је одсекао главу и Архимедова крв попрскала је његов научни рад. Тешко је поверовати да се Архимед могао разумети с Римљанином јер је он говорио грчки, а војник латински. Поред тога Римљани су зверски кажњавали побеђене, а нарочито је Марцел у томе био свиреп. Он је чак наређивао да се побију жене и деца када би неки град „вероломно“ нарушио уговор који је имао с Римом.
Сиракужани нису смели да одржавају гроб свог великог мислиоца. Њега је године 75. п. н. е. једва пронашао Цицерон, који је тада служио као римски квестор Сицилије. То му је успело захваљујући цртежу лопте и ваљка који се налазио на споменику изнад неколико стихова урезаних великом математичару у спомен: „Одмах сам рекао представницима Сиракузе који су ме пратили да је пред нама без сумње Архимедов надгробни споменик.“
Међутим, Архимедову славу носили су даље Арапи и Персијанци у исламском раздобљу; Ишак ибн Хунан, преводилац Архимедова ремекдела О лопти и ваљку, Сабит ибн Кура, преводилац списа Мерење круга, затим Алмохтасо абил Хасан, ал-Џалил ас Сијзи, ал-Кухи, ал-Махани, ал-Бируни, а посебно Омар Хајам, те највећи ирански математичар Ал-Хваризми. За то време, Еуропа шест векова спава свој средњовјековни сан.

### Плутарх о Архимеду
Један од класичних текстова у којем Плутарх отворено изражава став о релативној вредности теоријских и практичних истраживања је Живот Марцела. Плутарх описује како су Архимедови механички изуми држали римску војску у шаху током опсаде Сиракузе 212. п. н. е. и изражава теоријски и практични опис Архимедове генијалности. Према Плутарху:
(Архимед) се нипошто није посветио (изградњи направа) као послу вредном озбиљнога труда, већ је већина њих била тек додатак геометрији изведен за забаву, јер је у прошлим данима краљ Хијерон жељно чезнуо и коначно га уверио да своје умеће донекле окрене од апстрактних појмова према практичним стварима те да примењујући своје умовање донекле на сврхе које се осећају, учини га белоданијим обичном уму.
Након набрајања Архимедових инжењерских постигнућа, Плутарх закључује:
Па ипак је Архимед поседовао толико узвишен дух, толико дубоку душу и толику дубину теоријског увида, да, премда су му изуми обезбедили славу надљудске мудрости, није пристао оставити никакву расправу о том предмету, већ је, сматрајући ниским и простим дело инжењера и свако умеће које служи животним потребама, посветио своје највеће напоре само оним изучавањима на чију истанчаност и привлачност не утичу захтеви нужде ... И премда је дошао до многих изврсних открића, замолио је своје пријатеље да на његов гроб ставе ваљак који обухвата куглу, с натписом који даје однос у којем садржавајуће тело пресеже садржавано.
Ваља уочити да Плутарх не цитира директно Архимеда, већ му приписује неке ставове. Плутарх није био инжењер, већ добростојећи грађанин, научник заинтересован за историју и филозофију, близак платонизму. Вероватно није далеко од истине да је Архимед изнад свега ценио своје математичко дело. Прича о Архимедовој жељи за надгробни споменик можда није истинита, али имамо ли на уму његова изванредна математичка постигнућа, не би нас требало изненадити да је хтео да буде упамћен управо по њима.
С друге стране, када Плутарх закључује да је Архимед отворено презирао свако умеће које служи животним потребама, можемо посумњати да ту израњају Плутархове властите платоничке предрасуде. Извештаји који повезују Архимеда с механичким направама попут по њему названом вијку (направи за подизање воде за коју се каже да ју је изумео теком посете Египту) и сложене котураче (делотворност које је наводно показао сам вукући натоварен брод) су можда накићени, али потпуно сигурно показују да Архимед није био заинтересован само за теоријску страну механичких проблема, већ и за ону практичну. Архимедова објављена дела су апстрактна и филозофска, но чак и ако много тога њему приписаног одбацимо као легенду, он се вероватно бавио инжењерском техником и практичним достигнућима. Наводно је своје познавање механике користио у доба рата и у том смислу деловао је као антички инжењер (architecton), чије је једно од подручја деловања било војно инжењерство.
Плутарх је прилично сигурно претерао приказујући Архимедов презир према инжењерству, ако га и није у целости кривотворио. Ипак је значајно што такве ставове налазимо у делу Живот Марцела, независно од тога припадају ли више Плутарху него самом Архимеду. У ставовима образоване елите којој припада Плутарх уопштено налазимо комбинацију презира према животу инжењера и непознавања његовог дела. Такав став, који су снажно подупирали Платон и Аристотел, превладава међу ауторима из свих раздобља антике.

## Архимедова дела
Обједињена сва до тада позната дела приредио на грчком дански филолог Хајберг, што је и данас основни извор
- , Лајпциг, 1880

### Преводи са старогрчког и латинског
Претпоставља се да је дела писао следећим редоследом
- О равнотежи површина (I и II)
- Квадратура параболе
- О лопти и ваљку (I и II)
- О спиралама
- О коноидама и сфероидама
- О пловећим телима (I и II)
- О мерењу круга
- Бројање песка
- Метод

### Преводи са арапског
- Књига лема
- Проблем волова бога Сунца

### Изгубљена дела
Други аутори наводе или се претпоставља да су постојала и следећа дела
- Полиедри (Пап Александринац у својим коментарима)
- О полугама (Пап Александринац у својим коментарима)
- Принцип (Архимед помиње писмо Зеуксипу)
- О тежишту (Симпликије у коментару Аристотела)
- Катоптрика (Теон Александријски)
- Календар (према Хипарху)

## Познати цитати
- Еурека
- Дајте ми полугу и померићу свет.
- Приповеда се да му је последња реченица била: Noli turbare circulos meos! (Не дирајте моје кругове!)